# Eleocharis ignota
Eleocharis ignota là loài thực vật có hoa trong họ Cói. Loài này được S.González & Reznicek mô tả khoa học đầu tiên năm 2005.